# Acanthoclonia strangulata
Acanthoclonia strangulata är en insektsart som beskrevs av Morgan Hebard 1919. Acanthoclonia strangulata ingår i släktet Acanthoclonia och familjen Pseudophasmatidae. Inga underarter finns listade i Catalogue of Life.